# Clavodesia
Clavodesia is een mosdiertjesgeslacht uit de familie van de Calloporidae en de orde Cheilostomatida. De wetenschappelijke naam ervan is in 1992 voor het eerst geldig gepubliceerd door Harmelin & d'Hondt.

## Soort
- Clavodesia clavula (Hayward, 1978)

Niet geaccepteerde soort:
- Clavodesia biradiculata Harmelin & d'Hondt, 1992 → Clavodesia clavula (Hayward, 1978)